# Stictoptera gabri
Stictoptera gabri là một loài bướm đêm trong họ Noctuidae.